# Memorando da Academia Sérvia de Ciências e Artes
O Memorando da Academia Sérvia de Ciências e Artes, conhecido simplesmente como Memorando SANU (em sérvio:  Меморандум САНУ), foi um rascunho de documento produzido por um comitê de 16 membros da Academia Sérvia de Ciências e Artes (SANU) de 1985 a 1986.
O memorando captou imediatamente a atenção do público na Iugoslávia, pois deu voz a opiniões controversas sobre o estado da nação e defendeu uma reorganização fundamental do Estado.  O tema principal era que a estrutura constitucional da Iugoslávia discriminava os sérvios e que a descentralização estava a levar à desintegração da Iugoslávia.  Alegou que o desenvolvimento da Sérvia foi prejudicado em favor de outras partes da Iugoslávia, ou melhor, que outras regiões mais desenvolvidas floresceram às custas da Sérvia. O memorando foi oficialmente denunciado pelo governo da Iugoslávia em 1986, e pelo governo da República Socialista da Sérvia por incitar o nacionalismo.  Alguns consideram a sua publicação como um momento chave na desintegração da Iugoslávia  e um contributo para a Guerra Civil Iugoslava. 

## História
Na década de 1980, um problema importante na Iugoslávia foi o das dívidas maciças acumuladas na década de 1970 e as políticas de austeridade resultantes.  A Iugoslávia tinha dívidas inicialmente avaliadas em 6 mil milhões de dólares americanos, mas que na realidade se revelaram equivalentes a 21 mil milhões de dólares americanos, um peso de dívida impressionante.  O elevado nível de dívida levou a repetidos programas de austeridade impostos pelo FMI na década de 1980, o que por sua vez levou à exposição de tanta corrupção por parte das autoridades comunistas que causou uma crise de fé no sistema comunista em meados da década de 1980.  A revelação de que a corrupção era sistemática na Iugoslávia e que as elites comunistas estavam a saquear os cofres públicos para sustentar os seus estilos de vida luxuosos provocou muito ressentimento, especialmente numa época de austeridade.  O facto de terem sido as elites comunistas a acumular dívidas na década de 1970, o que levou às políticas de austeridade impostas na década de 1980, não só as tornou impopulares, como também criou sérias dúvidas quanto à competência das elites.  A crise económica foi ainda mais difícil pelo facto de a Croácia e a Eslovênia serem mais ricas do que a Sérvia e se oporem à transferência da sua riqueza para apoiar a Sérvia em tempos de austeridade. 
Em Maio de 1985, depois de Ivan Stambolić ter instado o governo a discutir o Kosovo pela primeira vez desde 1981,  a SANU selecionou um comitê de dezesseis acadêmicos distintos para redigir um memorando abordando as causas da crise económica e política e a forma de resolver os problemas.  Estava previsto que fosse aprovado pela academia antes de ser apresentado ao Partido Comunista e aos órgãos estatais.  O último rascunho, contudo, foi divulgado a um tablóide do regime,  o jornal sérvio Večernje novosti, em setembro de 1986.  O jornal atacou-o, qualificando-o de reacionário e nacionalista, mas não o publicou.  Uma campanha oficial do estado sérvio e de funcionários do partido começou contra ela. 
O memorando está dividido em duas partes: a “Crise na Economia e na Sociedade Iugoslavas” e o “Estatuto da Sérvia e da Nação Sérvia”.  A primeira seção se concentra na fragmentação econômica e política da Iugoslávia que se seguiu à promulgação da constituição de 1974. O memorando argumentava que, como Tito era croata, ele havia concebido a federação iugoslava de forma a equilibrar indevidamente todo o sistema económico e político em favor da sua Croácia natal, juntamente com a Eslovénia.  Desta forma, o memorando afirmava que o peso das políticas de austeridade impostas pelo FMI recaía quase inteiramente sobre os sérvios, permitindo simultaneamente que a Croácia e a Eslovénia guardassem para si uma parte excessiva da sua riqueza.  A segunda secção centra-se no que os autores viam como o estatuto inferior da Sérvia na Iugoslávia, ao mesmo tempo que descrevem o estatuto dos sérvios na província do Kosovo e na Croácia de forma a ilustrar o seu ponto de vista.  O memorando argumentava que, como as autoridades provinciais sérvias, tanto no Kosovo como na Voivodina, podiam lidar directamente com o governo federal jugoslavo, isso tornava-as de facto repúblicas fora do controlo da República Socialista da Sérvia.  Desde Março de 1981, ocorreram motins regulares no Kosovo entre a maioria étnica albanesa e a sua minoria sérvia, que por sua vez foram causados pela concorrência no mercado de trabalho numa época de austeridade, uma vez que o sistema universitário produzia muito mais licenciados do que os empregos disponíveis.  O memorando afirmava que as outras repúblicas, especialmente a Croácia, estavam a apoiar o governo provincial albanês no Kosovo como parte de um plano para expulsar a minoria sérvia.  Kosta Mihailović fez contribuições para a economia, Mihailo Marković sobre a autogestão e Vasilije Krestić sobre o estatuto dos sérvios da Croácia.
O memorando afirmava que, no final da Segunda Guerra Mundial, Tito enfraqueceu deliberadamente a Sérvia ao dividir a maior parte do território sérvio, ou seja, as atuais Sérvia, Montenegro, Macedônia do Norte, Bósnia e Croácia, com populações de maioria sérvia. O memorando argumentava que Tito enfraqueceu ainda mais a Sérvia ao dividir seu território e criar as províncias autônomas de Kosovo e Voivodina, o que não foi correspondido nas outras repúblicas iugoslavas. Um tema importante do memorando era a suposta vitimização da Sérvia nas mãos de outras repúblicas, que foram retratadas como tendo lucrado às custas da Sérvia. Os autores do memorando escreveram que era hora de "...remover essa culpa histórica do povo sérvio e refutar oficialmente as alegações de que eles tiveram uma posição economicamente privilegiada entre as duas guerras e que não haveria como negar seu papel libertador ao longo da história e sua contribuição na criação da Iugoslávia... Os sérvios, em sua história, nunca conquistaram ou exploraram outros. Durante as duas guerras mundiais, eles se libertaram e, quando puderam, ajudaram outros a se libertarem". 

Fomos retratados como aqueles que queriam destruir o país. Pelo contrário, o Memorando foi um documento que tentou impedir a dissolução. Quando a controvérsia do Memorando eclodiu, fomos aplaudidos no Ocidente. Depois, foi interpretado como um documento anticomunista, como uma brecha para um novo Estado democrático. A política oficial do país nos atacou. Em Haia, o Memorando foi retirado novamente. É claro que agora eles precisam de outra variante. Esse é o vórtice da política cotidiana.

— Dejan Medaković, coautor do Memorando e Presidente da SANU de 1999–2003
O tema da alegada vitimização dos sérvios às mãos de outros foi, pelo menos em parte, uma resposta à crise económica da década de 1980, sugerindo que o fardo da austeridade deveria recair principalmente sobre as outras repúblicas, mas a consequência mais poderosa foi que, pela primeira vez desde 1945, foi divulgada uma narrativa histórica que retratava os sérvios como um povo único e inatamente virtuoso e honrado, que eram vítimas perpétuas de outros.  O historiador britânico Richard Crampton escreveu que o verdadeiro significado do memorando foi o de ter declarado abertamente pela primeira vez o que muitas pessoas sérvias comuns pensavam e que, devido ao prestígio intelectual dos seus autores, conferiu uma espécie de legitimidade pseudocientífica aos sentimentos generalizados de que os sérvios estavam a ser injustamente discriminados pelas políticas de austeridade económica.  Numa época de sofrimento e dor económica generalizada, a mensagem do memorando de que os sérvios estavam a ser injustamente forçados a sofrer mais do que deveriam tornou-se popular.  A mensagem do memorando, de que a solução para a crise económica da década de 1980 era que os sérvios reafirmassem agressivamente os seus interesses na Iugoslávia, abolissem a autonomia do Kosovo e da Voivodina e trouxessem os sérvios prečani da Croácia e da Bósnia para a Sérvia, provocou muito alarme noutras partes da Iugoslávia, onde o memorando foi percebido como um apelo à dominação sérvia. 
A acadêmica austríaca Doris Gödl afirmou que a descrição dos sérvios como vítimas perpétuas no memorando sugeria fortemente que eles não podiam fazer nada de errado e que tudo o que tinha corrido mal na Iugoslávia era obra de outros.  Gödl escreveu que, embora o memorando fosse verdadeiro no sentido de que os sérvios, por vezes, tinham sido de facto vítimas, a imagem da história apresentada no memorando da contínua vitimização sérvia desde os tempos do Império Otomano até ao presente era extremamente tendenciosa e distorcida, ignorando o facto de que os sérvios, por vezes, tinham vitimizado os outros povos da Iugoslávia.  Gödl concluiu que esta versão da história, que retratava os outros povos da Iugoslávia, especialmente os croatas, como agressores perpétuos e os sérvios como vítimas constantes, contribuiu muito para alimentar o nacionalismo que Slobodan Milošević explorou a partir de 1987. 

## Recepção
O memorando foi denunciado pela Liga dos Comunistas da Iugoslávia, incluindo Slobodan Milošević, o futuro presidente da Sérvia, que publicamente chamou o memorando de "nada mais que o mais obscuro nacionalismo", e Radovan Karadžić, o futuro líder dos sérvios na Bósnia, que declarou: "O bolchevismo é ruim, mas o nacionalismo é ainda pior".  Apesar destas declarações, Milošević, Karadžić e outros políticos sérvios concordaram secretamente com a maior parte do memorando e formariam ligações políticas estreitas com os escritores do memorando, como Mihailo Marković, que se tornou vice-presidente do Partido Socialista da Sérvia, e Dobrica Ćosić, que foi nomeado presidente da República Federal da Iugoslávia em 1992.  A partir de 1987, Milošević, o líder do Partido Comunista Sérvio, começou a apelar cinicamente ao nacionalismo sérvio para distrair a atenção pública da extensão da corrupção maciça dentro do Partido Comunista, uma estratégia que funcionou muito bem.  No entanto, o apelo de Milošević ao nacionalismo sérvio inevitavelmente gerou receios nas outras repúblicas de que ele estivesse a tentar fazer um jogo de poder para transformar a Iugoslávia numa nação dominada pelos sérvios.  A decisão de Milošević de pôr fim à autonomia do Kosovo em 1989 e o seu destacamento de polícias étnicos sérvios para reprimir violentamente os protestos dos albaneses kosovares levaram a sentimentos secessionistas nas outras repúblicas da Iugoslávia antes de Milošević impor a dominação sérvia a toda a Iugoslávia.  Nas outras repúblicas, observou-se que o memorando da SANU apelava ao fim da autonomia do Kosovo e, quando isso foi feito em 1989, causou receios de que Milošević levasse a cabo as outras partes do memorando, embora não esteja claro se essa era a sua intenção na altura. 

O Memorando nunca foi o documento oficial da Academia. Foi escrito por vários acadêmicos, mas esse documento não pertence à Academia, pois nunca foi adotado por nenhum de nossos órgãos. O que me magoou foi que o ataque à Sérvia foi liderado pelo ataque à Academia. Esse texto não continha nada de podre ou que pudesse prejudicar a Sérvia.

— Nikola Hajdin, Presidente da SANU de 2003–2015
Gödl escreveu que, em 1989, uma versão da história semelhante à apresentada no memorando da SANU estava a ser pregada na Croácia, embora com os croatas retratados como vítimas perpétuas e os sérvios como agressores perpétuos.  Especialmente popular a este respeito foi o livro de 1990 The Drina River Martyrs, escrito por um padre católico romano ultranacionalista croata-bósnio, o Padre Anto Baković, que retrata tanto os movimentos Chetnik como os Partisans na Segunda Guerra Mundial como extremamente anti-croatas e anti-católicos, e a história da Iugoslávia como uma história de trauma violento contínuo infligido pelos sérvios contra os croatas.  O padre Baković usou o que hoje é conhecido nos círculos católicos como os Mártires Abençoados de Drina, um grupo de freiras croatas da Bósnia que foram vítimas dos Chetniks em dezembro de 1941, como exemplo do "martírio" dos croatas na Segunda Guerra Mundial.  Gödl escreveu que a popularidade de livros como Os Mártires do Rio Drina foi, em parte, uma resposta ao memorando da SANU e outras obras nacionalistas sérvias semelhantes, que, ao enfatizar os crimes cometidos pelos partisans na era imediatamente posterior à Segunda Guerra Mundial, pretendiam apagar a memória dos crimes Ustashe que desempenharam um papel central na memória coletiva sérvia do passado.  Gödl afirmou que, em 1989, muitos sérvios e croatas estavam presos em narrativas históricas que retratavam o seu próprio grupo como inatamente puro e virtuoso e o outro como inatamente vicioso e cruel, vendo-se a si próprios como vítimas perpétuas e o outro como algozes perpétuos.  Gödl afirmou que foi a popularidade entre os croatas e os sérvios destas narrativas de vitimização perpétua na década de 1980 que prenunciou a desintegração violenta da Iugoslávia em 1991-1992. 
De acordo com o historiador Sima Ćirković, o memorando da SANU deve ser considerado "um suposto Memorando" porque nunca foi adotado pela academia, e ele afirma que chamar o documento de "memorando" em si é uma manipulação. 

## Pontos de memorando
- Os albaneses estão a cometer genocídio contra os sérvios no Kosovo (págs. 41, 56 do memorando)
- A República Socialista da Eslovênia e a República Socialista da Croácia estão assumindo o controle da economia sérvia. A Iugoslávia está retirando a indústria da Sérvia (pág. 42)
- Há necessidade de mudanças constitucionais na Iugoslávia devido aos maus-tratos injustos e ao enfraquecimento da Sérvia (pág. 46)
- A discriminação antissérvia é galopante (pág. 50)
- A Sérvia sacrificou 2,5 milhões de seus cidadãos em nome da Iugoslávia (na Primeira e na Segunda Guerra Mundial) e agora é vítima deste estado (pág. 52)
- Entre 1690 e 1912, 500.000 sérvios deixaram o Kosovo, onde os albaneses estavam a cometer genocídio (pág. 56)
- Os sérvios que vivem no Kosovo e os sérvios que vivem na Croácia são alvo de discriminação (pág. 58)
- Os sérvios croatas estão em perigo sem precedentes (pág. 62)
- Todos os escritores sérvios étnicos da Bósnia e Herzegovina são escritores sérvios e não bósnios (pág. 65)
- A questão sérvia não pode ser resolvida sem a plena unidade nacional e cultural do povo sérvio da Iugoslávia (pgs. 70–3)
- Durante os últimos 50 anos, os sérvios foram duas vezes vítimas de destruição, assimilação, conversão religiosa forçada, genocídio cultural, doutrinação ideológica e de dizerem que não têm qualquer importância (págs. 70–3)
- Se a Iugoslávia entrar em colapso, a Sérvia terá de respeitar os seus próprios interesses nacionais (pág. 73)

## Autores
A comissão era composta por 16 intelectuais sérvios: 
- Pavle Ivić
- Antonije Isaković
- Dušan Kanazir
- Mihailo Marković
- Miloš Macura
- Dejan Medaković
- Miroslav Pantić
- Nikola Pantić
- Ljubiša Rakić
- Radovan Samardžić
- Miomir Vukobratović
- Vasilije Krestić
- Ivan Maksimović
- Kosta Mihailović
- Stojan Ćelić
- Nikola Čobeljić